# Aim and Ignite
Aim and Ignite è l'album di debutto della band indie pop Fun., pubblicato il 25 agosto 2009 dalla Nettwerk. Il titolo dell'album viene da un pezzo del testo del brano "Light a Roman Candle with Me".

## Tracce
Testi e musiche di Nate Ruess, Andrew Dost, Jack Antonoff e Sam Means, eccetto dove indicato.
1. Be Calm – 4:10
2. Benson Hedges – 4:00
3. All the Pretty Girls – 3:23
4. I Wanna Be the One – 3:36
5. At Least I'm Not as Sad (As I Used to Be) – 4:07
6. Light a Roman Candle with Me – 3:05
7. Walking the Dog – 3:40
8. Barlights – 4:17
9. The Gambler – 4:11
10. Take Your Time (Come Home) – 7:51

Deluxe Video Version (iTunes)
1. Stitch Me Up – 4:05 (Nate Ruess, Andrew Dost, Jack Antonoff)
2. Walking the Dog II – 4:31
3. Take Your Time (Acoustic) – 3:57
4. Walking the Dog (RAC Mix) – 4:30
5. All the Pretty Girls (RAC Mix) – 4:25
6. All the Pretty Girls (Video) – 3:25
7. Walking the Dog (Video) – 3:36

## Classifiche
| Classifica (2009)         | Posizione più alta |
| ------------------------- | ------------------ |
| Stati Uniti               | 71                 |
| Stati Uniti (Alternative) | 20                 |
| Stati Uniti (Digital)     | 24                 |
| Stati Uniti (Rock)        | 23                 |
| Stati Uniti (Tastemaker)  | 3                  |